# 프렌츨라우

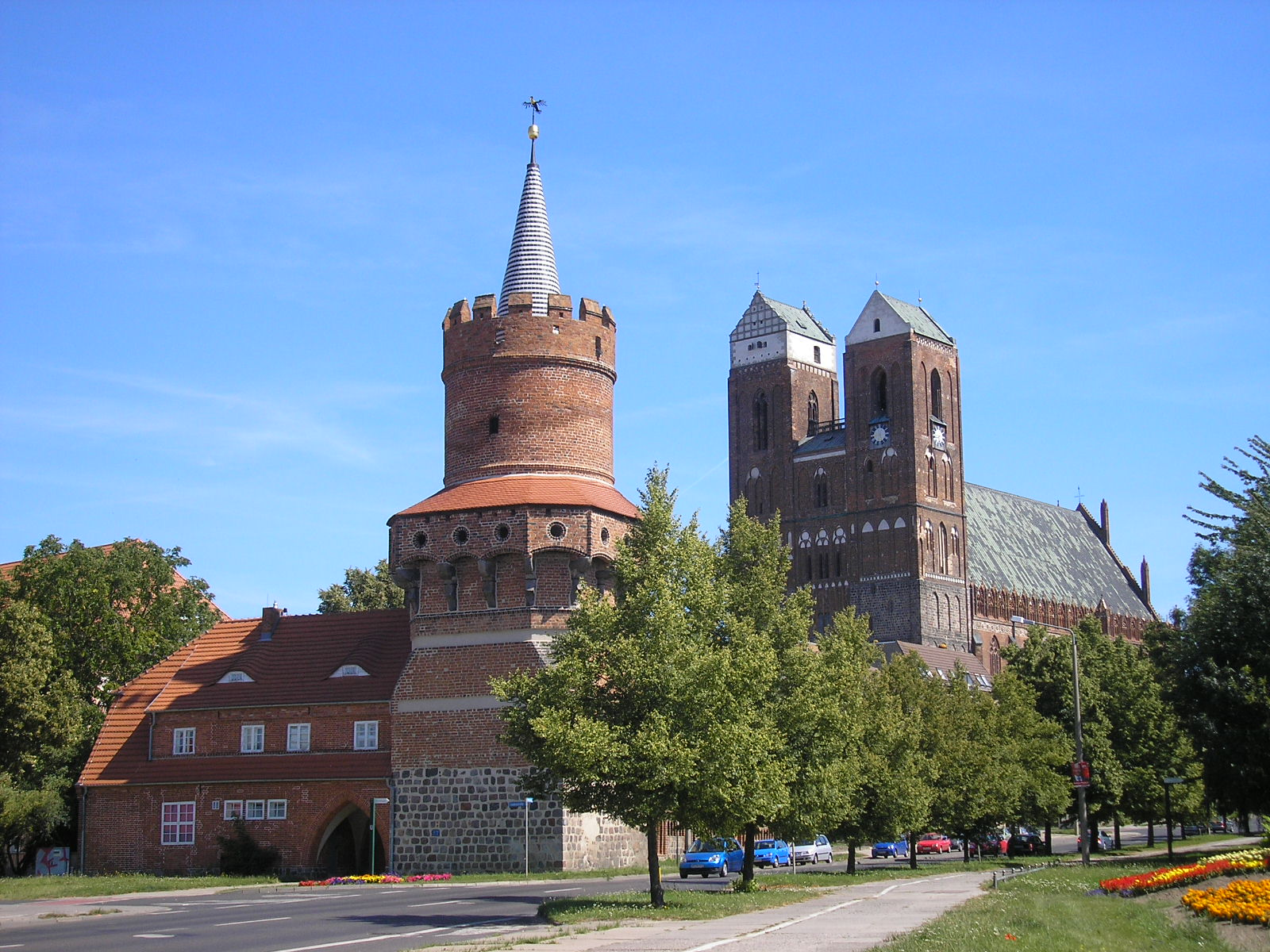
프렌츨라우

프렌츨라우(Prenzlau)은 독일 브란덴부르크주에 있는 도시이다.